# Призрак (фильм, 2015)
«При́зрак» — российская фантастическая комедия режиссёра Александра Войтинского. Премьера в России состоялась 26 марта 2015 года. Телевизионная премьера состоялась на канале «Россия-1» 4 ноября 2015 года.

## Сюжет
Юрий Гордеев — авиаконструктор, создатель инновационного самолёта ЮГ-1 («Юрий Гордеев-1»), способного,  в частности, взлетать со ста метров взлётной полосы. Он планирует показать возможности самолёта на авиасалоне в Жуковском и выиграть правительственный тендер. Во время испытательного полёта Юрий, редкий бабник, сажает в кабину незаконно проникшую на лётное поле французскую журналистку Эмили Дервиль, в нарушение инструкции высаживая своего напарника и друга — авиаконструктора Геннадия. После появления на аэродроме невесты Юрия, Лены, авиаконструктор разыгрывает перед француженкой мнимую авиакатастрофу. Юрий программирует автопилот на крутое снижение и заставляет девушку выпрыгнуть с парашютом. 
Вечером того же дня Юрий садится за руль в нетрезвом виде, мчится на новое свидание с Эмили и погибает в автокатастрофе. Он становится призраком, сам того не замечая.
Юрия никто не видит, кроме школьника Вани Кузнецова, случайно встреченного на улице. Ваня — закомплексованный подросток, страдающий от заикания, гиперопеки матери, неразделённой любви к однокласснице Полине и издёвок одноклассников, которые наградили его обидным прозвищем — Тюлень. Ваня занимается ненавистными ему спортивными танцами и мучается от сильной высотобоязни. 
В момент встречи героев одноклассники Вани во главе с лидером класса, Стасом, обманом уговаривают паренька проехаться с горы на велосипеде с испорченными тормозами. Катясь под уклон, Ваня едва не попадает в ДТП. Оказавшийся на пути велосипеда Гордеев спасает мальчишку — с ним он, как оказалось, может взаимодействовать и физически. Вскоре Юрий понимает, что Тюлень — единственный шанс довести дело до конца и поднять новый самолёт в небо. 
Поначалу подросток пугается преследующего его призрака авиаконструктора и даже связывается по Интернету со специалистом по изгнанию духов. Но позже на уроке физики Юрий помогает Ване поставить опыт с самодельной гидравлической ракетой, демонстрируя закон сохранения импульса в действии. После этого получивший пятёрку (и заодно вызов мамы в школу) Ваня соглашается помогать привидению.
Юрию и Ване приходится противостоять Андрею Ползунову, конкуренту Гордеева, который во что бы то ни стало хочет выиграть тендер. На презентации самолётов Гордеева и Ползунова перед авиационными чиновниками французские журналисты представляют видеофильм, который демонстрирует «падение» ЮГ-1. Управляемую потерю высоты самолётом чиновники воспринимают, как аварию. Лена, она же генеральный директор ОКБ Юрия, узнаёт от находившейся в зале Эмили об её интрижке с Юрием на борту лайнера. Из опасения обнародовать присутствующие на записи свидетельства неверности покойного жениха Лена отказывается от предоставления бортового самописца, как доказательства исправности ЮГ-1, а также от участия своей компании в авиасалоне. 
Ваня, который пришёл на презентацию вместе с призраком, чтобы говорить за него, от волнения не может вымолвить ни слова. Его выводят из зала. Проект Юрия оказывается под угрозой. 
После этого Юрий и Ваня объединяют усилия, чтобы решить проблемы друг друга. Юрий, став наставником подростка, и дальше помогает пареньку в учёбе. Кроме того, он способствует избавлению мальчика от ряда комплексов, и даже учит его, и весьма успешно, обратить на себя внимание Полины. Позже подросток и призрак вырывают самолёт из лап Ползунова и ставят лайнер на загородную площадку за крупным заводским ангаром. После чего пытаются передать изъятый из ЮГ-1 бортовой самописец Геннадию.
Но Геннадий оказывается предателем, который работает на Ползунова. Его цель — заполучить самописец и сам самолёт. В школьном туалете происходит диалог, в ходе которого Геннадий припоминает Юрию, который общается с ним через Ваню, накопленные за время дружбы и совместной работы над самолётом обиды. Пытаясь спастись от Геннадия, Ваня вылезает из окна на карниз и едва не падает с высоты — его спасает Юрий.
Полина, наблюдающая с земли за развитием ситуации, не без «дружеской подсказки» Стаса решает, что Ваня пошёл на такой шаг из-за неё. Она кричит мальчику, что тот ей нравится и она пойдёт с ним на дискотеку. Это моментально помогает Ване избавиться от высотобоязни и он прыгает с четвёртого этажа на тент, растянутый спасателями. Позже выясняется, что прыжок излечил мальчишку и от заикания. Вся школа потрясена случившимся.
Но Юрий подходит к Полине и слышит, как та насмехается над Ваней, объясняя Стасу, что всё это она говорила только лишь бы что-то сказать. И исключительно с целью спасти жизнь одноклассника. Никуда с ним идти она не собирается. После чего девочка открыто демонстрирует симпатию к Стасу. 
Юрий в ужасе — все его старания в данном вопросе оказались абсолютно бесполезными. 
Но Ваня, уверенный в обратном, сам предлагает Юрию научить его управлять ЮГ-1. Призрак, понимающий, что, узнав правду о Полине, мальчик откажется ему помогать, уговаривает Ваню пока что не общаться с одноклассницей. 
Всю следующую неделю Ваня, который не на шутку увлекается авиацией, занимается под руководством Юрия, как инструктора, на авиатренажёре, читает теорию управления самолётом и учит правила воздушного движения, забыв о танцах. Когда настаёт день полёта в Жуковский, который совпадает с дискотекой, мама Вани узнаёт, что тот прогуливал занятия в танцевальном классе. Ваня честно признаётся матери, что намеренно бросил танцы. 
Мать Вани приходит в ярость и запирает сына дома. Несмотря на это, мальчик через окно сбегает из квартиры, связав в канат свои танцевальные костюмы. Пользуясь тем, что Юрий решил напоследок побыть хотя бы час рядом с Леной и посмотреть с ней её любимое телешоу, о чём та просила жениха незадолго до его гибели, Ваня идёт на дискотеку. 
На дискотеке Кузнецов, ничего не знавший о разговоре Полины со Стасом, прилюдно признаётся Полине в любви. Это вызывает смех всех присутствующих. Стас издевательским тоном объясняет Ване, что именно имела в виду Полина, при этом девочка молчит и не перебивает одноклассника. Остолбеневший Ваня замечает Юрия, прибежавшего в танцевальный зал. Не принимая оправданий призрака, пришедший в себя подросток уходит со словами ненависти к наставнику. 
Юрий подходит к Полине, кружащейся в медленном танце со Стасом. Авиаконструктор в сердцах кричит ей о том, как одно слово девочки повлияло на Ваню, и что тот готов ради любимой прыгать в бездну, несмотря на то, что боится высоты. 
Полина, которую взволновало признание Кузнецова, неожиданно слышит слова Юрия и впервые начинает искренне переживать за того, над кем смеялась. Она оставляет Стаса и в крайнем смятении звонит Ване. Тот в ответ сухо сообщает, что благодарен за помощь в ситуации с карнизом, но теперь действует сам. После чего бросает, что ему надо улетать, и отключается. Юрий  понимает, что имел в виду Ваня, и спешит к месту стоянки ЮГ-1.
Ваня самостоятельно запускает двигатели самолёта, выруливает со стоянки на открытое пространство и по письменной инструкции приводит воздушное судно во взлётную конфигурацию. Не обращая внимания на крики ворвавшегося в кабину Юрия, Ваня переводит РУДы на взлётный режим. Призрак пытается остановить подростка, но обнаруживает, что отныне не может физически мешать подопечному. Чуть не врезавшись в стоявший на импровизированной ВПП автопогрузчик, ЮГ-1 с короткого разбега взмывает в небо. Едва избежав сваливания, лайнер маневрирует между высотных зданий, но позже набирает нужные скорость и высоту. Ваня берёт курс на Жуковский. 
На подлёте к аэродрому выясняется, что КГС Жуковского отключена. Посадить визуально самолёт, в котором заканчивается топливо, Ване не удаётся. Юрий уговаривает своего подопечного взять курс на Шереметьево, но мальчик проявляет несгибаемый характер. Не слушая призрака, Кузнецов до последнего нарезает круги над аэродромом и вызывает диспетчера Жуковского с просьбой об аварийной посадке по КГС. 
Тем временем, на авиасалоне проходит презентация самолёта КБ Ползунова П-1. Ползунов, уверенный в победе своего авиалайнера в тендере, смеясь над погибшим конкурентом и его «бумажным самолётом, взлетающим из песочницы», отдаёт Геннадию приказ о его назначении Генеральным авиаконструктором своего КБ. Геннадий раскаивается в своём предательстве, делает из приказа Ползунова бумажный самолётик и выкидывает. Когда над лётным полем показывается ЮГ-1, Гена приходит на помощь Ване. Он отшвыривает сопротивляющегося Ползунова, спешит к диспетчерской вышке и включает курсо-глиссадную систему аэродрома. 
ЮГ-1, теперь уже «Юрий Геннадий-1»,  успешно приземляется в Жуковском. К лайнеру кидаются медики, репортёры и сам Геннадий, уверенный, что в Ваню вселился дух Юрия. По просьбе Вани Геннадий начинает презентовать самолёт для прессы, отвлекая назойливых журналистов.
Юрий понимает, что всё, что нужно было ему сделать на земле, уже сделано, и его время истекло. Авиаконструктор тепло прощается с учеником. Перед расставанием Юрий просит мальчика не бросать танцы и неожиданно для Вани сам танцует ча-ча-ча, после чего растворяется в воздухе.
На следующий день, вернувшись в школу, Ваня уводит Полину от Стаса и объясняется с девочкой, ошеломлённой его решительностью и уверенностью в себе. Счастливые Ваня и Полина уходят вместе рука об руку, не обращая внимания на холодный дождь. 
Напоследок юный пилот смотрит в небо и показывает невидимому инструктору поднятый вверх большой палец.

## В ролях
| Актёр                 | Роль                                 | Описание                                                          |
| --------------------- | ------------------------------------ | ----------------------------------------------------------------- |
| Фёдор Бондарчук       | Юрий Гордеев                         | Разбившийся в аварии авиаконструктор, ставший призраком.          |
| Семён Трескунов       | Ваня Кузнецов                        | Школьник. У одноклассников носит кличку Тюлень.                   |
| Ян Цапник             | Геннадий Ильич                       | Авиаконструктор и пилот.                                          |
| Ксения Лаврова-Глинка | Надежда Кузнецова                    | Мама Вани.                                                        |
| Игорь Угольников      | Андрей Ползунов                      | Авиаконструктор. Конкурент Гордеева.                              |
| Анна Антонова         | Елена                                | Невеста Юрия. Генеральный директор его авиаконструкторского бюро. |
| Ани Петросян          | Полина                               | Одноклассница Вани.                                               |
| Алексей Лукин         | Стас                                 | Одноклассник Вани. Неформальный «лидер» класса.                   |
| Ольга Кузьмина        | Оленька                              | Cекретарша Гордеева.                                              |
| Софья Райзман         | Эмили Дервиль (озвучила Анна Кузина) | Французская тележурналистка.                                      |
| Сергей Бурунов        | Школьный психолог                    | Не верит в существование призраков.                               |
| Ольга Хохлова         | Учительница физики                   |                                                                   |

## Съёмки
Кинофильм снимался в Парке Горького и в Гимназии МИИТ. Натурные съёмки полётов были сделаны на территории аэродромов в Воскресенске и Жуковском.
Для создания реалистичности ситуации полёта актёры, играющие пилотов, под руководством профессионального инструктора работали на авиатренажёре, созданном для обучения лётчиков. По словам Фёдора Бондарчука, «...Ты на полном серьезе забываешь, что сидишь не в самолёте. Раж невероятный! Семён чувствовал себя увереннее — ему было полегче. А я нервничал страшно!»
Полёты в фильме были смоделированы со скрупулёзной точностью. В качестве консультанта к работе над картиной был привлечён профессиональный лётчик. Консультант так построил свою работу, чтобы создатели «Призрака» добились полной реалистичности процессов полёта и управления самолётом, и чтобы ни одна деталь, связанная с авиацией, не вызывала смех или недоумение у профессиональных пилотов.
Сюжетный ход со сломанной ногой авиаконструктора Геннадия был придуман по ходу съёмок, так как актёр Ян Цапник на самом деле к концу работы над фильмом получил перелом ноги. Тогда было решено, что персонаж Цапника выпадет из окна школы вместе с героем Трескунова, но неудачно. После чего и были сняты все сцены, где Геннадий появляется на костылях. Сам режиссёр картины назвал этот ход «эдакой вишенкой на кинематографическом торте».

## Спецэффекты

Кадр из фильма «Призрак» (2015). Самолёт ЮГ-1.

Самолёт ЮГ-1, фигурирующий в фильме, в реальности не существует. Также на съёмках не был задействован какой-либо реальный авиалайнер. Режиссёр поставил перед съёмочной группой задачу создать на экране самолёт будущего. Эта задача была осуществлена с помощью компьютерных технологий. 
Первоначально дизайн самолёта был более футуристическим. В процессе работы над картиной дизайн ЮГ-1 был приближен к реально существующим моделям самолётов. За основу габаритов салона лайнера был взят салон самолёта Як-40. Сам салон был создан с помощью компьютерной графики. Фюзеляж самолёта, представлявший собой наиболее сложную задачу для съёмок, создавался в компьютерной программе Mantra, которая способна делать фотореалистичную графику.
Кабина пилотов ЮГ-1 была изготовлена, как полноценная реальная декорация. С помощью видеодизайна были созданы компьютерные дисплеи и сенсорные панели. Над ними работали специалисты из студии «Даго». Картинка за иллюминаторами кабины была добавлена после окончания съёмок. 
Сцены полётов самолёта в воздухе были также сняты, как компьютерные спецэффекты. То же самое было сделано в сцене, когда тягач буксирует самолёт к Ползунову. Сцена в автобусе, когда призрак хватает мальчишку и они перемещаются по салону, была отснята по частям и смонтирована с помощью компьютерных спецэффектов.
В итоге, в картине присутствуют более 250 планов, снятых с помощью компьютерной анимации. Как заявил продюсер фильма Михаил Врубель, на спецэффекты, сделанные на компьютере, были потрачены около 20 миллионов рублей.

## Саундтрек
В создании саундтрека к фильму принял участие Вася Обломов, написавший и музыку, и текст песни «Живи настоящим». Премьера клипа на эту песню состоялась 11 марта 2015 года. В съёмках клипа приняли участие как исполнители главных ролей фильма, так и другие актёры — Ян Цапник, Ани Петросян, Ксения Лаврова-Глинка и Алексей Лукин. 
В фильме звучат следующие музыкальные композиции:
| Исполнители                          | Название композиции  |
| ------------------------------------ | -------------------- |
| Федор Бондарчук/Семён Трескунов/ТИНА | «Живи настоящим»     |
| IOWA                                 | «Улыбайся»           |
| Келли Кларксон                       | «Because Of You»     |
| Elizaveta                            | «Trap»               |
| Адам Залкелд, Нил Поллард            | «I Live Free»        |
| Андрей и Юрий Вознесенские           | «Из окошечка вагона» |

## Критика
Пресса в основном положительно приняла фильм.
Так, критик Антон Долин считает, что «при всей декларативной мейнстримности картина вышла небанальной и во многих отношениях вызывающей», а преамбула к статье гласит, что, «посмотрев русскую семейную комедию с Фёдором Бондарчуком, Антон Долин решил временно амнистировать „доброе кино“».
Обозреватель «Коммерсанта» Лидия Маслова, указывая на то, что актёрские способности исполнителей ролей второго плана «недоиспользованы», а также на некоторую шаблонность фильма, тем не менее, отмечает, что при этом преимущество фильма заключается в том, что «в Голливуде не много актёров такого обаяния, как Фёдор Бондарчук».
Сусанна Альперина из «Российской газеты» считает, что режиссёр снял «очень симпатичную современную отечественную комедию — пусть и не совсем с новым сюжетом» и проводит определённые сюжетные параллели со сказкой Астрид Линдгрен «Малыш и Карлсон, который живёт на крыше».
Обозреватель журнала «The Hollywood Reporter» Дмитрий Осташевский, отмечая то, что, в отличие от «Привидения», снятого в жанре мелодрамы-детектива, «Призрак» представляет собой комедию с отличными компьютерными спецэффектами, проводит аналогию между методами общения с женским полом героя Бондарчука и методами героя американского фильма Алекса Хитча.
Редакторы журнала «7 дней», замечая вторичность сюжета, всё же обращают внимание на то, что «Призрак» увлекает «буквально с первых минут», резюмируя, что в итоге получилась «неплохая семейная кинолента»: трогательная, добрая и временами смешная.
Журналист Издательского дома «Новый взгляд» Денис Шлянцев в своей статье, посвящённой фильму, указал на то, что главная его идея — «Мысль о том, что нужно верить в мечту и смело идти к ней».
Рецензенты отметили, что в фильме угадываются параллели с фильмом 1990 года «Привидение», и авторы даже исполнили тонкий оммаж, разместив в квартире школьника Кузнецова плакаты с изображением Патрика Суэйзи.
Журналист газеты «Ведомости» Олег Зинцов в своей статье особо отметил, что в «Призраке» гламур новой российской реальности пересекается с ностальгическим отношением к советскому времени, а яркая и современная картинка — с советским детским кинематографом семидесятых и восьмидесятых годов. Он указал, что такие советские детские картины, как «Приключения Электроника» или «Гостья из будущего» скорее являются предшественниками «Призрака», нежели западные фильмы, на которые ссылаются большинство рецензентов — в частности, «Привидение» 1990 года. Советская мечта о покорении неба, по его мнению, является основой сюжета картины, как и коллизия из известной песни из фильма «Небесный тихоход», что же должно быть на первом месте — самолёты или девушки.

## Продолжение и ремейк
Ещё до премьеры фильма его создатели заявили, что в случае кассового успеха картины будет снято её продолжение. В 2020 году было объявлено, что сиквел «Призрака» будет снят, и что, возможно, исполнители главных ролей вернутся на экран в новой картине. Датой премьеры было указано 11 февраля 2021 года. Тем не менее, информации о точных датах выхода сиквела на настоящий момент нет.
В 2021 году китайская киностудия Erdu Film заключила со студиями «СТВ» и «Водород» договор о приобретении прав на съёмку ремейка фильма «Призрак». Российские продюсеры, работавшие с оригинальной кинолентой, подписали с китайскими кинематографистами меморандум, согласно которому они сами примут участие в производстве новой картины. Конкретные будущие участники съёмок ремейка при этом не были обнародованы. Договор был заключён при участии Китайско-Европейской Ассоциации кинопродюсеров «Bridging The Dragon».

## Награды и номинации
| Премия                               | Год  | Номинируемый                       | Номинация                         | Результат |
| ------------------------------------ | ---- | ---------------------------------- | --------------------------------- | --------- |
| Фестиваль комедий «Улыбнись, Россия» | 2015 | Кинофильм                          | Приз зрительский симпатий         | Победа    |
| Золотой орёл                         | 2016 | Фёдор Бондарчук                    | Лучшая мужская роль               | Победа    |
| Золотой орёл                         | 2016 | Ян Цапник                          | Лучшая мужская роль второго плана | Номинация |
| Золотой орёл                         | 2016 | Олег Маловичко, Андрей Золотарёв   | Лучший сценарий                   | Номинация |
| Золотой орёл                         | 2016 | Александр Андрющенко               | Лучший монтаж                     | Номинация |
| Золотой орёл                         | 2016 | Андрей Бельчиков, Сергей Большаков | Лучшая работа звукорежиссера      | Номинация |
| Жорж                                 | 2016 | Кинофильм                          | Лучшая российская комедия         | Номинация |